# Ranunculus uncinatus
Ranunculus uncinatus là một loài thực vật có hoa trong họ Mao lương. Loài này được D. Don miêu tả khoa học đầu tiên năm 1831.

## Hình ảnh

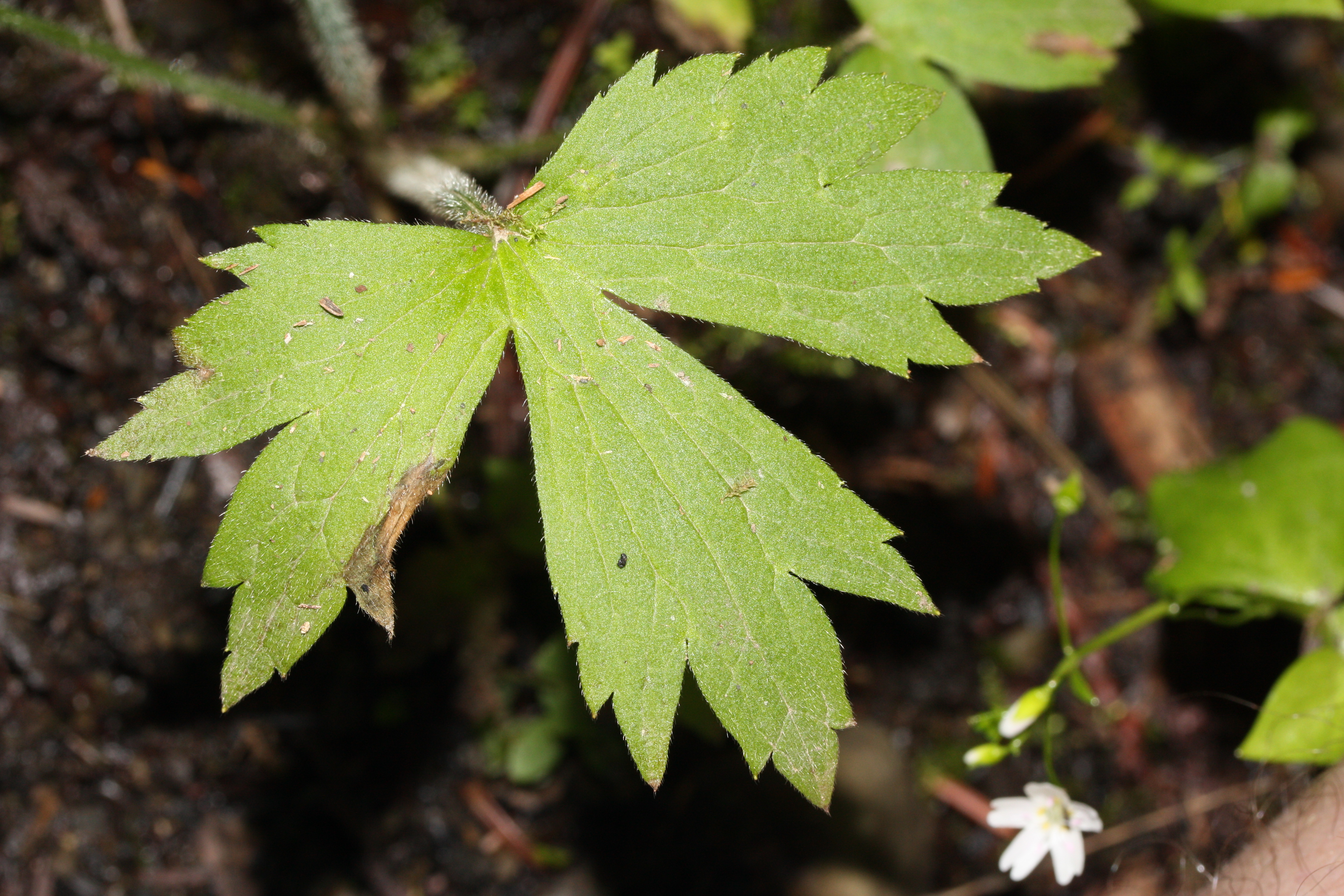
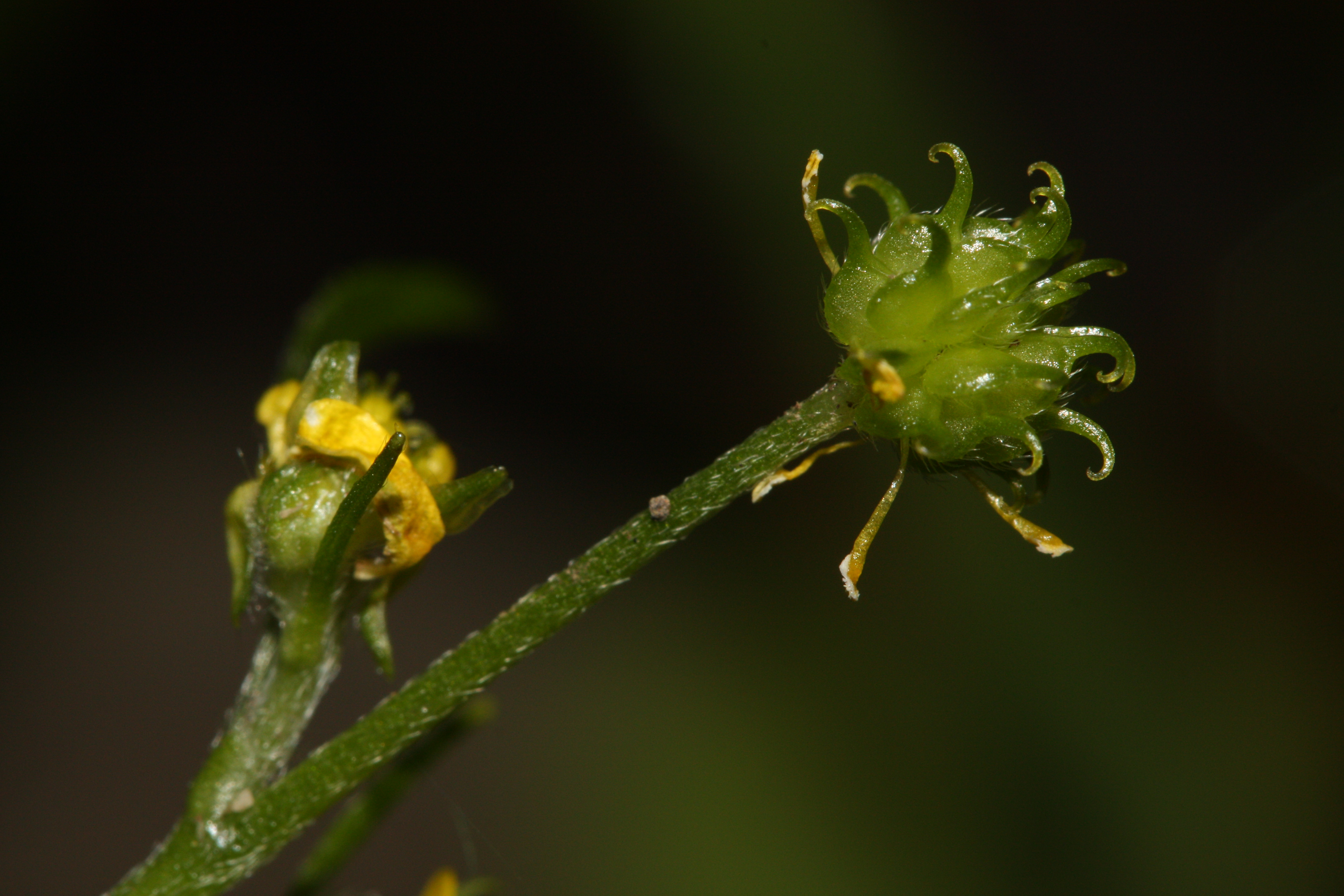
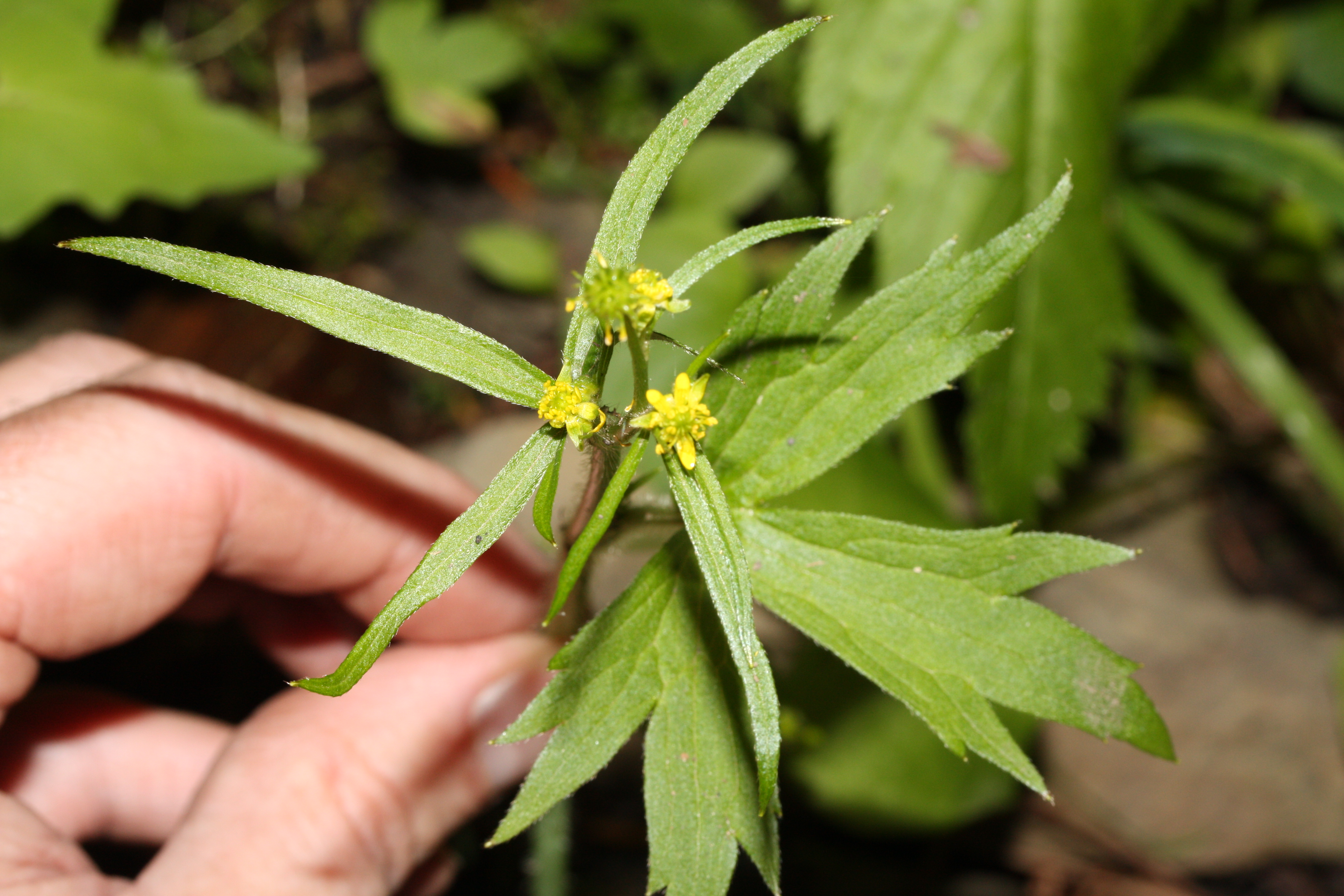
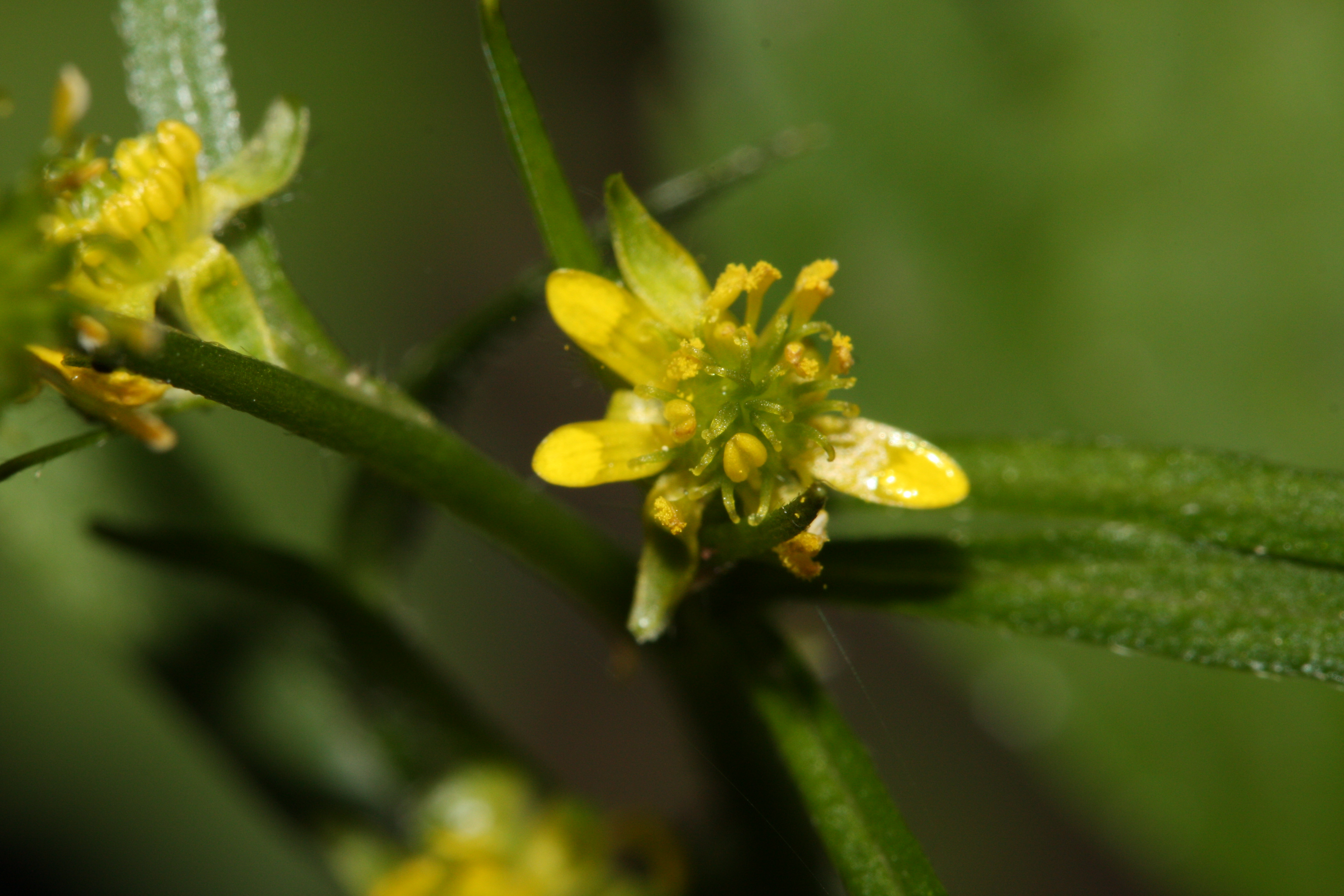